# 罗湖北站 (地铁)
罗湖北站是一个属于深圳地铁14号线的地铁车站，位于中华人民共和国广东省深圳市罗湖区清水河街道清水河五路与清水河一路交叉口以北，沿清水河五路呈南北走向。
本站于2022年10月28日随深圳地铁14号线一期一同正式启用。

## 车站结构
罗湖北站为地下二层双14m岛式车站，整体设置于清水河五路地下。地下一层为供未来罗湖北枢纽统筹使用的综合交通层。
本站两座岛式站台平行布置，内侧为14号线路轨，外侧为远期预留的17号线路轨。14号线上下行线间设有一条故障停车线备用，在北侧大里程端设有两条联络线连接两线路轨。

### 楼层
| 地面                           | 车站出入口、公共汽车车站、自行车停车场 | 车站出入口、公共汽车车站、自行车停车场 |
| 地下一层                       | 综合交通层（在建）                     | - |
| 地下二层                       | 车站站厅                               | 售票机、客服中心、车站艺术、车站控制室、设备机房 |
| 地下三层                       | 14号线 17号线 站台                     | \| \| \| 预留月台 \| \| 島式 · ↑開左邊车门 ↓開右邊车门 \| \| \| \| \| \| 14號線往岗厦北（黄木岗） \| \| \| \| 故障停车线 \| \| \| \| 14號線往沙田（布吉） \| \| 島式 · ↑開右邊车门 ↓開左邊车门 \| \| \| \| \| \| 预留月台 \| |
|                                |                                        | 预留月台 |
| 島式 · ↑開左邊车门 ↓開右邊车门 |                                        | |
|                                |                                        | 14號線往岗厦北（黄木岗） |
|                                |                                        | 故障停车线 |
|                                |                                        | 14號線往沙田（布吉） |
| 島式 · ↑開右邊车门 ↓開左邊车门 |                                        | |
|                                |                                        | 预留月台 |

- （往岗厦北）
- （往沙田）

### 出入口
罗湖北站共设有七个出入口，惟至今只开通F、G、H三个，其中D、G口设有垂直电梯，B口设有卫生间。另有预留E、J口。
| 出口编号及设施                                                | 主出口图片 | 垂直电梯图片 | 建议前往的目的地                    |
| ------------------------------------------------------------- | ---------- | ------------ | ----------------------------------- |
| · 暂未启用                                                    |            | 不适用       | 清水河五路东侧（中） 深物汽车年审站 |
| · 暂未启用 · 下沉广场                                         |            | 不适用       | 清水河五路东侧（中） 清水河生活小区 |
| · 暂未启用 · 下沉广场                                         |            | 不适用       | 清水河五路东侧（中） 清水河生活小区 |
| · 暂未启用 · 仅楼梯、垂直电梯 · 坡道位于垂直电梯处 · 下沉广场 |            |              | 清水河五路东侧（北） 清水河二路北侧 |
| 出口 · F · 盲道标志 · 扶手电梯标志                            |            | 不适用       | 清水河五路西侧（北）                |
| · 仅垂直电梯                                                  | 不适用     |              | 清水河五路西侧（北）                |
| 出口 · H · 扶手电梯标志                                       |            | 不适用       | 清水河五路西侧（南） 清水河一路北侧 |
| 註： 設有 \| 設有 \| 設有 \| 設有扶手電梯 \| 設有洗手間       |            |              |                                     |

### 车站艺术
| 站厅壁画                    |
| --------------------------- |
|                             |
| 《梦之萌芽》 艺术家：梁广健 |

## 历史

### 14号线规划及建设
2018年3月，深圳市地铁集团有限公司发布《深圳市城市轨道交通14号线工程环境影响报告书》，其中包含本站，工程名为清水河站。
2022年4月22日，深圳市规划和自然资源局发布《深圳市轨道四期相关线路站名规划》。规划中本站改名为罗湖北站，理由是本站将与深汕高速铁路在此地设置之同名站点换乘。
2022年10月28日，本站随深圳地铁14号线一期一同启用。

## 未来发展

### 深圳地铁17号线
深圳地铁17号线将在此处设站，利用14号线建设时预留的两个站台实现同台换乘。目前深圳地铁17号线已纳入深圳市城市轨道交通第五期规划，预计将于2028年启用。
预计17号线建成后的站台使用情况：
| 站台                           | \| \| \| 17號線往罗湖西（梨园） \| \| 島式 · ↑開左邊车门 ↓開右邊车门 \| \| \| \| \| \| 14號線往岗厦北（黄木岗） \| \| \| \| 故障停车线 \| \| \| \| 14號線往沙田（布吉） \| \| 島式 · ↑開右邊车门 ↓開左邊车门 \| \| \| \| \| \| 17號線往上李朗（德兴） \| | \| \| \| 17號線往罗湖西（梨园） \| \| 島式 · ↑開左邊车门 ↓開右邊车门 \| \| \| \| \| \| 14號線往岗厦北（黄木岗） \| \| \| \| 故障停车线 \| \| \| \| 14號線往沙田（布吉） \| \| 島式 · ↑開右邊车门 ↓開左邊车门 \| \| \| \| \| \| 17號線往上李朗（德兴） \| |
|                                | | 17號線往罗湖西（梨园） |
| 島式 · ↑開左邊车门 ↓開右邊车门 | | |
|                                | | 14號線往岗厦北（黄木岗） |
|                                | | 故障停车线 |
|                                | | 14號線往沙田（布吉） |
| 島式 · ↑開右邊车门 ↓開左邊车门 | | |
|                                | | 17號線往上李朗（德兴） |

### 国铁罗湖北站
深汕高速铁路将在此处设罗湖北站，与地铁车站归属于同一综合体下。目前深汕高速铁路先行开工段（包括本站）正在施工中，预计将于2025年启用。

### 深圳地铁25号线
深圳地铁25号线将在此处设站，与既有车站通过事先预留的换乘节点实现T型节点换乘。目前深圳地铁25号线部分已纳入深圳市城市轨道交通第五期规划，但途径本站部分并未纳入，为远期线路。

### TOD建设
罗湖北站周边将围绕铁路车站建设站城一体化枢纽。目前项目已正式开工。

## 接駁交通

### 公共汽车
此处列出本站各出入口周边200m内的所有公交车站。
| 腾邦大厦（东西行）（H口外约150m处） | 腾邦大厦（东西行）（H口外约150m处） | 腾邦大厦（东西行）（H口外约150m处） | 腾邦大厦（东西行）（H口外约150m处） | 腾邦大厦（东西行）（H口外约150m处） |
| 编号                                | 路线                                | 路线                                | 路线                                | 备注                                |
| ----------------------------------- | ----------------------------------- | ----------------------------------- | ----------------------------------- | ----------------------------------- |
| M140                                | 罗湖投控大厦公交总站                | ⇆                                   | 东昌总站                            | 原 B696、B840                       |
| M482                                | 罗湖投控大厦公交总站                | ⇆                                   | 鹿丹村公交总站                      | 原 B705、B841                       |

本列表更新于2022年11月5日，以车站站牌显示为准。

## 相关图像
- 站厅
- 站台①
- 站台②
- 站名书法字